# Designkolleg Vilnius
Das Designkolleg Vilnius (lit. Vilniaus dizaino kolegija) ist eine private Hochschule für Design in der litauischen Hauptstadt Vilnius. Sie befindet sich im Stadtteil Naujamiestis.

## Studiengänge
Folgende Studiengänge werden angeboten:
- Modedesign
- Innendesign
- Design für kreativen Industrien
- Angewandte Fotografie
- Grafikdesign

## Geschichte
1997 wurde die höhere Giedrė-Fledžinskienė-Schule für Künste (Giedrės Fledžinskienės aukštesnioji menų mokykla) von der Malerin Giedrė Fledžinskienė errichtet. Man bereitete die Bekleidungs-Designer und Theater-Maskenbildner vor (52 Studenten).
Von 1998 bis 1999 entstand Waren- und Handelsdesign als ein neuer Studiengang, von 1999 bis 2000 mit der Spezialisierung „Interior-Dekor und Werbung“. 
2005 wurde die Schule zum Kollegium, Vilniaus dizaino kolegija. Ab 2005 werden die Hochschuldiplome ausgestellt.
Ab 2009 wird der Grad Berufsbachelor verliehen.
2003/2004 gab es 31 Hochschullehrer. 2014 beschäftigte man 103 Mitarbeiter.

## Partnerhochschulen
Europäische Union (Auswahl):
- LUCA School of Arts, B
- Universität Zagreb, HR
- Westböhmische Universität in Pilsen und Janáček-Akademie für Musik und Darstellende Kunst Brünn (JAMU), CZ
- Estnische Kunstakademie, EST
- Hochschule Hof, Muthesius Kunsthochschule, Hochschule für Kunst, Design und Populäre Musik Freiburg, Hochschule Hannover und Hochschule für angewandte Wissenschaften Augsburg, D
- Koninklijke Academie van Beeldende Kunsten, Fontys, ArtEZ und Saxion, NL
- Moholy-Nagy-Universität für Kunsthandwerk und Gestaltung, H
- Polytechnikum Mailand, Universität Bologna, I
- Universität Lettlands, LV
- Universität Beira Interior, P
- Polytechnische Universität Temeswar, RO
- Fakultät für Design der Universität Primorska, SLO
- Universidad Francisco de Vitoria, E
- Hochschule Borås, S

Weitere Länder:
- Beykent Üniversitesi, Türkei

## Lehrer
- Rimantas Mockus (* 1979), Jurist und Politiker, Justizminister